# Morganovy destičky
Jako Morganovy destičky se označují dvě malé deskové gotické malby vytvořené pravděpodobně v českých zemích kolem roku 1360.

## Historie díla
Desky, které zřejmě tvořily diptych, byly původně v majetku P.M. Lippmanna v Berlíně (1839-1903). Roku 1904 byly vystaveny v Paříži a v roce 1931 je zakoupil americký sběratel umění J. P. Morgan Jr.. Nyní se nacházejí v Morgan Library & Museum v New Yorku. Morganova knihovna uvádí český původ desek, pravděpodobně přímo ze dvora císaře Karla IV., který mohl být i jejich objednavatelem.

## Dílo
Malba temperou na dřevěných destičkách o rozměru 29 x 18,5 cm potažených plátnem, s křídovým podkladem a vyrytou kresbou. Kresba je místy obnažena pod poškozenou temperovou malbou. Desky zobrazují výjevy Klanění tří králů a Smrt Panny Marie.
Ve scéně Klanění má prostřední král podobu Karla IV. a jeho červený kabát nese císařské symboly. Na druhém obrazu má sv. Petr na hlavě třípatrovou papežskou tiáru a předpokládá se, že jde o papeže Inocence VI.
Na malbách je nápadná archaizující tendence k potlačení prostoru ve prospěch reliéfní plastičnosti a vědomé popření optické perspektivy při zobrazení chýše. Tím se přibližují okruhu dvorních malířů dílny Mistra Theodorika. Matějček uvádí, že existují úzké vztahy těchto děl k desce Smrt Panny Marie z Košátek, k Madonce z Říma a ke knižním iluminacím v rukopisu Jana ze Středy. Podle Stejskala je v modelaci tvarů světlem, dlouhých záhybech drapérií a typech hlav patrný vliv Tommasa da Modeny a Guarienta di Arpo. Hlava Jana Křtitele na vitraji z Oseka je natolik podobná typům hlav na Morganových destičkách, že může jít o stejného autora.